# Nybodtjärnen (Torps socken, Medelpad)
Nybodtjärnen är en sjö i Ånge kommun i Medelpad och ingår i Ljungans huvudavrinningsområde.